# Míchel (ur. 1963)
Míchel, właśc. José Miguel González Martín del Campo (ur. 23 marca 1963 w Madrycie) – hiszpański trener piłkarski i piłkarz, który występował na pozycji pomocnika.
W sezonie 2006/07 był trenerem drużyny rezerw Realu Madryt – Castilli. Najbardziej znany ze swojego ofensywnego charakteru i gry na prawym skrzydle, jednakże w końcówce kariery zawodniczej trenerzy powierzali mu głównie obowiązki w destrukcji.
Praktycznie przez całą karierę związany z madryckim klubem (jedynie ostatni sezon jako zawodnik – 1996/1997 – spędził w meksykańskim Atletico Celaya, gdzie grała m.in. również inna gwiazda Królewskich – Emilio Butragueño), do którego zapisał się jako młodzik w wieku trzynastu lat. W barwach Realu rozegrał 404 spotkania i strzelił w nich 97 bramek. Współtwórca sukcesów Realu w latach 80. i początku 90. XX wieku. Jego dorobek reprezentacyjny to 66 spotkań i 21 goli. Uczestniczył w dwóch finałach mistrzostw świata w 1986 i 1990 roku (w pierwszych z nich dotarł wraz z kolegami do ćwierćfinału).
Po karierze piłkarskiej komentował mecze w hiszpańskiej telewizji, a w 2005 roku został trenerem madryckiego Rayo Vallecano, które grało w Segunda División B. Pracował tam jednak tylko sezon, gdyż w 2006 roku po wygraniu wyborów prezydenckich w jego dawnym klubie Ramón Calderón Ramos zaproponował mu stanowisko pierwszego trenera Castilli, czyli rezerw Realu. W sezonie 2007/2008 zastąpił go na stanowisku Juan Carlos Mandiá. 27 kwietnia 2009 roku Míchel został trenerem Getafe CF. 6 lutego 2012 roku, po zwolnieniu trenera Sevilli FC Marcelina Garcíi Torala, zapowiedziano powołanie Míchela na to stanowisko. Jednak po roku pracy rozstał się z Sevillą. W latach 2013–2015 trenował grecki klub Olympiakos SFP. W latach 2015–2016 trenował również francuski klub Olympique Marsylia. 7 marca 2017 roku powrócił do Hiszpanii obejmując stanowisko trenera Málagi. 13 stycznia 2018 roku został zwolniony ze stanowiska trenera Málagi.